# Totally in Tune
Totally in Tune è un reality show andato in onda su Disney Channel. Il programma seguiva le avventure di otto studenti che frequentavano l'Accademia Musicale della Alexander Hamilton, a Los Angeles in California. Durante ottobre 2007, Disney Channel trasmise, dopo le numerose richieste, il meglio del programma in 7 minuti.
È stato trasmesso dal 23 giugno al 18 agosto 2002.

## Puntate
1. Tuning Up
2. Concierto Night
3. The Gig
4. Making The Grade
5. A Day In The Life Of...
6. Butting Heads
7. Proving Yourself
8. California Or Bust
9. Competition In California
10. Tuning Down